# موريس ديس
موريس ديس (بالإنجليزية: Morris Dees)‏ هو محامي وناشط حقوق الإنسان أمريكي، ولد في 16 ديسمبر 1936 في شورتر في الولايات المتحدة.

## وصلات خارجية
- موريس ديس على موقع IMDb (الإنجليزية)
- موريس ديس على موقع الموسوعة البريطانية (الإنجليزية)
- موريس ديس على موقع إن إن دي بي (الإنجليزية)